# Coalizione pan-viola
La Alleanza per l'equità e la giustizia (cinese: 公平正義聯盟; pinyin: Gōngpíng zhèngyì liánméng), conosciuta anche come Coalizione pan-viola (in lingua cinese: 泛紫聯盟; pinyin: Fànzǐ Liánméng), è un'organizzazione politica, con sede nella Repubblica della Cina nazionale (Taiwan).
La coalizione è composta principalmente da organizzazioni in rappresentanza del lavoro, degli anziani, delle donne, degli insegnanti e dei disabili. 
L'Alleanza è soprannominata "Coalizione pan-viola" dal nome delle due principali coalizioni partitiche di Taiwan, la Coalizione pan-azzurra e la Coalizione pan-verde. Essa infatti si colloca politicamente tra le due coalizioni, accusando entrambe di concentrarsi troppo sulla questione della riunificazione con la Cina e dell'indipendenza, a danno del benessere della popolazione taiwanese. In particolare ha respinto le aperture per unirsi ad entrambi i gruppi, nonostante che in passato le organizzazioni di cui è composta avessero avuto singolarmente rapporti con entrambi i gruppi politici. 
Non viene considerato un vero partito politico, ma piuttosto un gruppo di attivismo sociale che sostiene l'attuale situazione di status quo tra la Cina continentale e Taiwan.